# Maria Roser Valentí Vall
Maria Roser Valentí Vall (Manresa, 1963) és ua científica catalana experta en física teòrica de la matèria condensada. És catedràtica a l'Institut de Física Teòrica de la Universitat Goethe de Frankfurt, que va dirigir del 2007 al 2009. Del 2009 al 2012 en va ser vicerectora.
Valentí Vall va estudiar física a la Universitat de Barcelona, on es va graduar l'any 1986 i s'hi va doctorar el 1989, en l'àmbit de física teòrica, amb la tesi Estudi de sistemes de baixa dimensionalitat i correlació electrònica forta pel mètode de la matriu de transferència. El mateix any va obtenir una beca Fulbright per fer una estada postdoctoral a la Universitat de Florida. Del 1991 al 1997 va treballar com a ajudant d’investigació i docent a l’Institut de Física de la Universitat de Dortmund. Després va ser investigadora a la Universitat de Saarland amb una beca Heisenberg i el 2003 va començar a treballar a la Universitat Goethe de Frankfurt com a professora titular.
Valentí Vall estudia les equacions de la mecànica quàntica que descriuen interaccions entre electrons i nuclis atòmics en diversos materials. La resolució d'aquestes equacions contribueixen a un millor coneixement de propietats com ara el magnetisme o la superconductivitat dels sòlids i ha fet possible l'obtenció de nous materials amb propietats especials, com el líquid d'espin quàntic.
Durant la pandèmia de la Covid-19, va participar en un estudi pluridisciplinari de física teòrica, economia i medicina, amb investigadors de la Universitat de Goethe, la Universitat de California Berkeley i l’Hospital Vivantes de Berlin-Spandau. L'estudi es va basar en fer simulacions de l’epidèmia utilitzant nous models epidemiològics, que tenien en compte els costos mèdics i socioeconòmics de l'epidèmia. El model tenia en compte les dades epidemiològiques oficials de casos de COVID-19 d'un gran nombre de regions i països que van superar el primer pic del brot. Una de les conclusions de l'estudi és que és possible contenir l'epidèmia si, quan les taxes d'infecció són controlables, es fa un seguiment de la majoria de casos nous i si es pot separar la part de la població vulnerable de la no amenaçada. Per altra banda, el brot epidèmic s'atura completament quan s'ha infectat el 94 per cent de la població.
Valentí Vall ha publicat més de 200 articles científics, és membre del consell editorial de la revista Physical Review B (el seu mandat acaba el 31 de desembre de 2023), és avaluadora experta a la Fundació Alemanya de Recerca i al Consell Europeu de Recerca i participa regularment a conferències i congressos del camp com a ponent convidada. L'any 2016 va ser elegida membre (fellow) de la Societat Americana de Física, «per la seva contribució a la comprensió microscòpica de materials correlacionats, tot combinant mètodes computacionals d'estructura electrònica i tècniques de molts cossos.». El febrer de 2023 va rebre el Premi Rosa Argelaguet i Isanta per la seva contribució a visibilitzar el paper de la dona en la ciència i la investigació.